# Верхняя Катанга
Ве́рхняя Ката́нга (фр. Haut-Katanga) — провинция Демократической Республики Конго, расположенная на юге страны. Административный центр — город Лубумбаши.

## География
До конституционной реформы 2015 года Верхняя Катанга была частью бывшей провинции Катанга. Провинция является одним из важнейших в Африке центров по добыче меди.
Население провинции — 3 960 945 человек (2005).

## Административное деление

### Города
- Лубумбаши
- Ликаси

### Территории
- Камбове
- Касенга
- Кипуши
- Мутшатша
- Митваба
- Пвето
- Саканиа